# Odin Teatret
Odin Teatret blev grundlagt i Oslo i 1964 af Eugenio Barba. Han samlede en gruppe af skuespilleraspiranter, som ikke var kommet ind på Statens Teaterskole og udviklede en træning for skuespillere.
På dette tidspunkt eksisterede ikke andre sådanne grupper i Europa, og at være selvlært og uafhængig af hovedstrømmen indenfor teatrets verden var uhørt og har karakteriseret Odin Teatrets historie op til nu.
I 1966 etablerede de sig som Nordisk Teaterlaboratorium i Holstebro. Teatret har haft medarbejdere fra mange lande og har turneret rundt om i verden.
Aktiviteterne på teatret, udover opførelse af forestillinger, omfatter bl.a. kurser, videreuddannelse og seminarer, som har skabt international opmærksomhed.
Siden 1971 har Nordisk Teaterlaboratorium været anerkendt og støttet af kulturministeriet, og Holstebro Byråd støtter Odin Teatret som egnsteater.
I OT/NTL teatrets bestyrelse sidder Søren Kjems, som er formand, Louise Ejgod Hansen, som er næstforkvinde, Peter Christensen Teilmann, Karoline H Larsen, og Lene Dybdal, som er repræsentant for Holstebro Kommune.
Før 2008 sad i teaterets bestyrelse Søren Kjems, som er formand, Kirsten Justesen, Per Kofod, Peter Laugesen og Bjørn Lense-Møller.
Teatret modtog Håbets Pris i 2011 sammen med Eugenio Barba.

## Eksterne referencer
1. ↑  Odin Teatret – Bali Exoticism Meets Multicultural Flash in a Greek Myth – NYTimes.com